# Bhagwanrörelsen

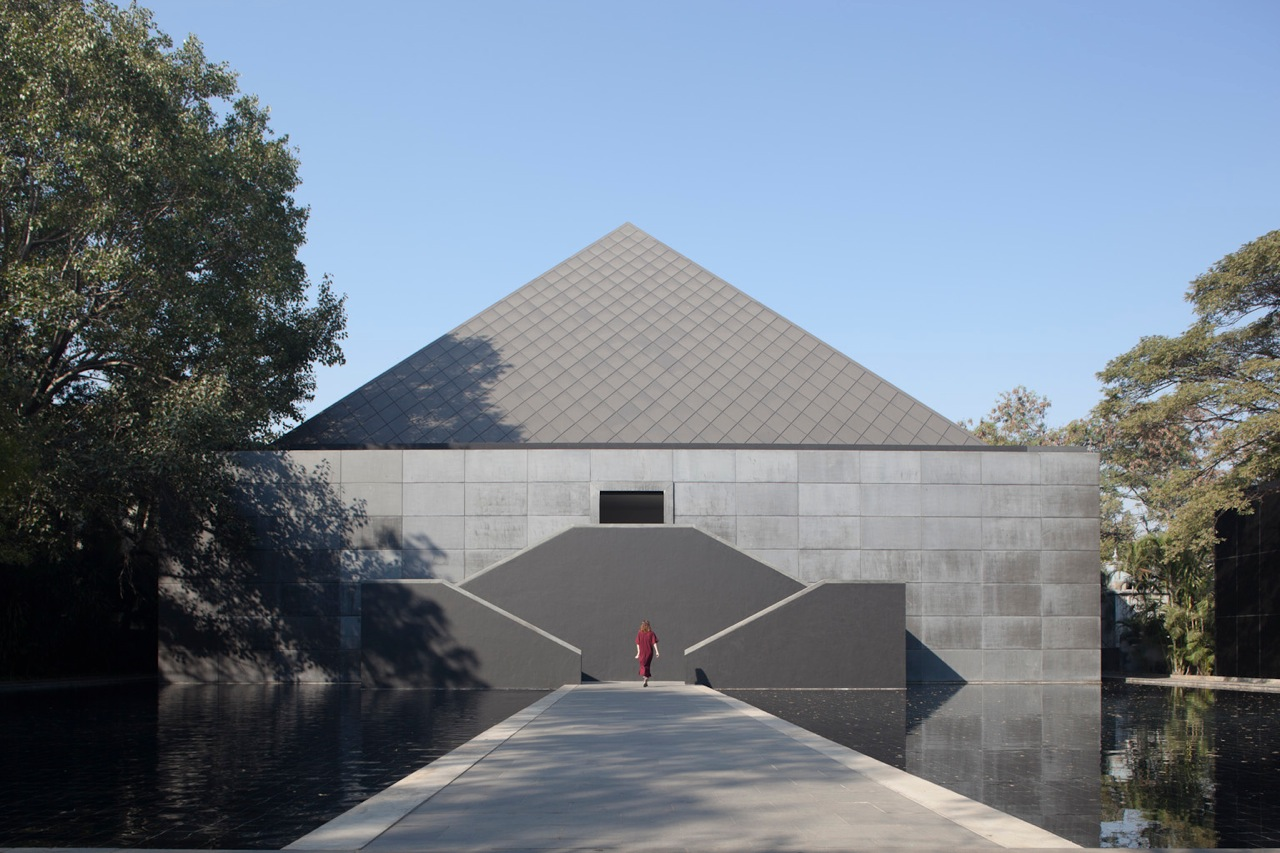
Osho Auditorium - ett meditationscentrum

Bhagwanrörelsen (också kallad Osho-rörelsen) är en nyreligiös rörelse med rötter från Indien. Rörelsen skapades av Bhagwan Shree Rajneesh (1931–1990). Inom rörelsen tror man på att "avprogrammera" alla människor från religioner och att alla ska vara fria. Man är till exempel emot äktenskap eftersom Bhagwan anser att man då inte är fri.
Rörelsen har sitt ursprung i staden Pune i Indien, men 1981 flyttade Rajneesh och många av hans anhängare till en ranch utanför den lilla staden Antelope i Oregon, USA. Där byggde de upp ett eget samhälle på marken som hörde till ranchen, men kom också i konflikt med lokalbefolkningen i Antelope. Meditationscentret revs efter att det framkommit att medlemmar i rörelsen hade begått ett antal brott, bland annat bioterrorism med salmonellabakterier i mat och mordförsök på offentliga tjänstemän. Flera medlemmar dömdes till långa fängelsestraff. Rajneesh själv utvisades från USA 1985 och återvände till Pune, där han dog 1990. Dokumentärserien Wild Wild Country från 2018 handlar om rörelsens flytt till Oregon och konflikten med myndigheterna.

## Tro
Bhagwan ville inte skapa en ny religion. Han sa istället att han ville “avprogrammera människan från alla religioner” och detta gör man då genom meditation. Man fokuserar mycket på den enskilda individen och personlig utveckling. Man ska helst vara vegetarian.

## De tio budorden
Bhagwanrörelsen har 10 stycken budord som de lever efter. Bhagwan Rajneesh sade att nummer 3, 7, 9 och 10 var de viktigaste.
1. Lyd aldrig någons kommando om det inte kommer inifrån dig själv
2. Det finns ingen annan Gud än livet självt
3. Sanningen finns inom dig, sök inte efter den någon annanstans
4. Kärlek är bön
5. Att bli en tomhet är vägen till sanningen. Tomheten självt är medlet, målet och förverkligandet
6. Livet är här och nu
7. Lev i vaket tillstånd
8. Simma inte - Flyt
9. Dö i varje ögonblick, så att du kan vara ny i varje ögonblick.
10. Sök inte. Det som är, är. Stanna och se.

## Bhagwan i Sverige
I Sverige finns det en växande skara medlemmar på flera tusen i Bhagwanrörelsen.
Ted Gärdestad var delaktig i Bhagwanrörelsen under några år och bytte namn till Swami Sangit Upasani. Under en intervju berättade han hur Ted Gärdestad är död men Swami Sangit Upasani lever.

## Perspektiv
Medlemmar inom Bhagwan-rörelsen säger att meditationen är "befriande" och att rörelsen har fått dem att må bättre än någonsin. 